# Christopher Bram
Christopher Bram (* 22. Februar 1952 in Buffalo) ist ein US-amerikanischer Schriftsteller.

## Leben
Seine Kindheit verbrachte Bram in Virginia Beach, Virginia. Bram besuchte das College of William and Mary. 1978 zog Bram nach New York City. 2001 erhielt er ein Guggenheim-Stipendium. Als Schriftsteller verfasste er mehrere Romane und einige Sachbücher. Sein Roman Father of Frankenstein behandelt das Leben des Filmregisseurs James Whale. In seinem Sachbuch Eminent Outlaws: The Gay Writers Who Changed America schreibt er über mehrere schwule US-amerikanische Autoren, die in der Öffentlichkeit in den 2010er in Vergessenheit geraten waren.

## Werke (Auswahl)

### Romane
- 1987: Surprising Myself
- 1988: Hold Tight
  - dt.: Der Lockvogel. Gmünder, Berlin 1989
- 1989: In Memory of Angel Clare
  - dt.: Trauern um Angel Clare. Verlag Rosa Winkel, Berlin 1992
- 1992: Almost History
- 1995: Father of Frankenstein
- 1997: Gossip
- 2000: The Notorious Dr. August: His Real Life and Crimes
- 2003: Lives of the Circus Animals
- 2006: Exiles in America

### Sachbücher (Auswahl)
- 2009: Mapping the Territory
- 2012: Eminent Outlaws: The Gay Writers Who Changed America
- 2016: The Art of History: Unlocking the Past in Fiction and Nonfiction

### Essays
- "Perry Street, West Greenwich Village", in: Hometowns: Gay Men Write About Where They Belong, hrsg. von John Preston, 1990
- "Slow Learners", in: Boys Like Us: Gay Writers Tell Their Coming Out Stories, hrsg. von Patrick Merla, 1996
- "A Queer Monster: Henry James and the Sex Question", in: James White Review, 2003
- "Delicate Monsters", in: I Do, I Don't: Queers on Marriage, hrsg. by Greg Wharton and Ian Phillips, 2004
- "Homage to Mr. Jimmy", in: Gods and Monsters (new edition of Father of Frankenstein), 2005
- "The Zen of Tolstoy," Commonweal Magazine, März 2016
- "Mr. Smith Goes to Heaven: Remembering Bob Smith," Sessums Magazine, Januar 2018
- "Pauline at the Buggy Whip Factory: Our Day with Pauline Kael," Sessums Magazine, February 2019
- "A Fan's Notes," introduction to Isherwood in Transit, University of Minnesota Press, 2020

## Auszeichnungen und Preise (Auswahl)
- 2003: Bill Whitehead Award für das Lebenswerk von Publishing Triangle
- 2004: Lambda Literary Award für Lives of the Circus Animals
- Randy Shilts Award für sein Buch Eminent Outlaws: The Gay Writers Who Changed America
- mehrere Nominierungen für den Lambda Literary Award